# 강희 (1991년)
강희(1991년 11월 19일 ~ )는 대한민국의 배우이자 모델이다. '겨울 지나 벚꽃', '또한번 엔딩', '나의 아름다운 신분세탁소' 등의 드라마에서 주연을 맡았다.

## 참여 작품

### 영화
- 수상한 이웃

### 텔레비전 시리즈
- 두근두근 스파이크
- 두근두근 스파이크 2
- 역적: 백성을 훔친 도적
- 드라마 스페셜 - 만나게 해, 주오
- 훈남정음
- 아는 와이프

### 웹 시리즈
- 나의 아름다운 신분세탁소
- 또한번 엔딩
- 정·이·로·운 의원생활
- 겨울 지나 벚꽃

### 텔레비전 프로그램
- 쑈미옵빠

### 웹예능
- 콩알탄 (2024년, 유튜브) - 게스트

### 뮤직 비디오 출연
- Yes I Do - 알맹
- 다른 누구 말고 너야 - 김나영 (가수)